# Хлумец на Цидлини
Хлумец на Цидлини (чеш. Chlumec nad Cidlinou) град је у Чешкој Републици. Град се налази у управној јединици Краловехрадечки крај, у оквиру којег припада округу Храдец Кралове.

## Становништво
Према подацима о броју становника из 2014. године град је имао 5.403 становника.